# Kortskaftad ärgspik
Kortskaftad ärgspik (Microcalicium ahlneri) är en lavart som beskrevs av Tibell. Kortskaftad ärgspik ingår i släktet Microcalicium och familjen Microcaliciaceae.  Arten är reproducerande i Sverige. Inga underarter finns listade i Catalogue of Life.